# قنقل
القنقل مكيال عظيم ضخم، ذُكر في سيرة ابن إسحاق في حديث (سيف بن ذي يزن الحميري يطالب بملك اليمن ويستنجد قيصر الروم). وهو مكيال إسلامي استعمل في الكيل أثناء العصور الإسلامية.
جاء في كتاب السيرة النبوية (سيرة ابن اسحاق ) ما يلي:
| قنقل | وكان كسرى يجلس في إيوان مجلسه الذي فيه تاجه وكان تاجه مثل القنقل العظيم - فيما يزعمون - يضرب فيه الياقوت واللؤلؤ والزبرجد بالذهب والفضة | قنقل |

وفي معجم لسان العرب: قَنْقَلُ: المِكْيالُ الضَّخْمُ، والرَّجُلُ الثَّقيلُ الوَطْءِ، واسْمُ تاجٍ لِكِسْرَى.